# Kliszów (województwo dolnośląskie)
Kliszów – wieś w Polsce położona w województwie dolnośląskim, w powiecie lubińskim, w gminie Rudna.

## Podział administracyjny
W latach 1975–1998 miejscowość administracyjnie należała do województwa legnickiego.

## Zabytki

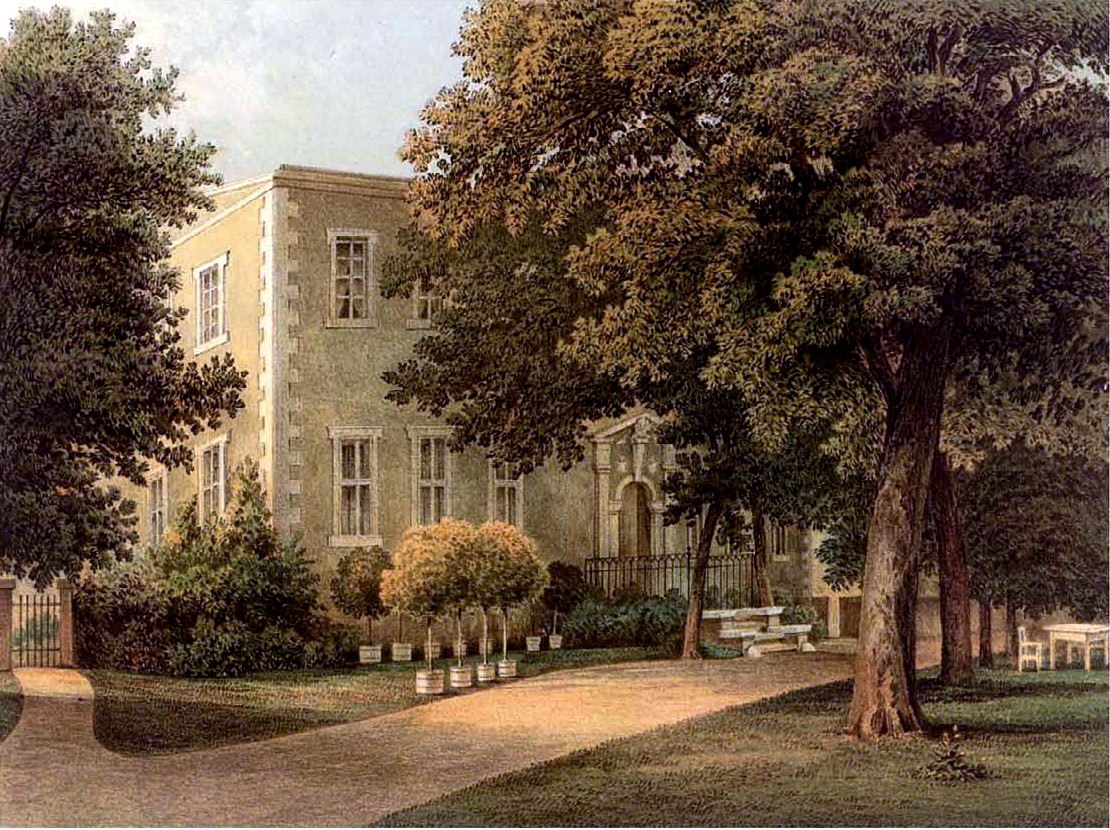
Palac Klieschau, Alexander Duncker

Do wojewódzkiego rejestru zabytków wpisany jest:
- park